# Anūsh Maḩalleh-ye Avval
Anūsh Maḩalleh-ye Avval (persiska: انوش محله اول, Anūsh Maḩalleh) är en ort i Iran.   Den ligger i provinsen Gilan, i den nordvästra delen av landet, 300 km nordväst om huvudstaden Teheran. Anūsh Maḩalleh-ye Avval ligger 35 meter över havet och antalet invånare är 588.
Terrängen runt Anūsh Maḩalleh-ye Avval är varierad.  Närmaste större samhälle är Hashtpar, 9,1 km söder om Anūsh Maḩalleh-ye Avval. Trakten runt Anūsh Maḩalleh-ye Avval består till största delen av jordbruksmark.